# Cime
Cime ou Cumas (em grego: Κύμη, Kymi) era uma cidade da Grécia Antiga, na Eólia (Ásia Menor), situada nas proximidades do Reino da Lídia. Os eólios viam Cime como a maior e mais importante das doze cidades que se localizavam no litoral da Ásia Menor (atual Turquia); como consequência de seu acesso direto ao mar, ao contrário da maior parte dos povoados litorâneos do mundo antigo, o comércio floresceu na cidade. Em sua célebre obra, Histórias, Heródoto se refere a Cime (ou Phriconis) como uma das cidades em que o governador rebelde lídio Páctias (Pactyes) se refugiou, após sua tentativa de revolta contra o rei persa Ciro, o Grande.

"Páctias, informado de que o exército que marchava contra ele se aproximava de Sardes, sentiu-se tomado de pânico e fugiu para Cimo. Entretanto, Mazarés chegou a Sardes com uma pequena parte das tropas de Ciro, e não tendo encontrado Páctias, deu cumprimento às outras ordens de Ciro. Os Lídios submeteram-se e mudaram sua antiga maneira de viver. Em seguida, Mazarés mandou intimar os habitantes de Cimo a entregar-lhe Páctias. Reunindo-se em conselho, os Címios deliberaram consultar o oráculo dos Branquides sobre o partido a tomar. (…) O oráculo respondeu ser necessário entregá-lo aos Persas. Diante disso, os Címios resolveram satisfazer a exigência de Mazarés, entregando-lhe Páctias."

## Localização
Tanto o autor da Vida de Homero, conhecido como Pseudo-Apolodoro, quanto o antigo geógrafo Estrabão, descreveram Cima como sendo localizada a norte do rio Hermo, no litoral da Ásia Menor, na atual "Nemrut Limanı" (em turco).

"Após cruzar o Hilo, a distância de Lárissa a Cime era de 70 estádios, e, de Cime a Mirina, 40." (Estrabão: 622)

As descobertas arqueológicas, como moedas, fazem referência também a um rio, que acredita-se ser o Hilo.

## História antiga
Pouco se conhece sobre a fundação da cidade para se adicionar à narrativa lendária tradicional. Colonos da Grécia, provavelmente da ilha de Eubeia, teriam atravessado o mar Egeu durante a Idade do Bronze tardia, à medida que ondas de invasores dórios colocavam um fim à civilização micênica, até então hegemônica, por volta do ano 1050 a.C. Durante este período e a chamada Idade das Trevas que se seguiu, o dialeto de Cime e da região da Eólida, bem como o da ilha vizinha de Lesbos, manteve esta semelhança com o dialeto local falando na Tessália e Boécia.

A colônia foi fundada durante a Idade das Trevas grega, por colonos da Lócride, na Grécia central, que conquistaram a cidadela pelasga de Larissa, próxima ao rio Hermo. O pai de Hesíodo teria sido um dos responsáveis pela travessia original do Egeu.[carece de fontes?]
Cime se transformou numa metrópole regional para as cerca de 30 outra cidades e povoados que formavam a Eólida. Os cimeus foram ridicularizados, posteriormente, por terem vivido por trezentos anos no litoral e nunca cobrado taxas portuárias aos navios que ali paravam. As cidades do sul da Eólida, na região em torno de Cime, ocupavam um cinturão de terra cercado por cadeias de montanhas, e Cime, como as outras colônias do litoral, não mantinha comércio com os anatólios nativos que habitavam o interior da Ásia Menor. Cime, assim, não teve um papel significativo na história da Ásia Menor, o que fez o historiador Éforo, ele próprio natural da cidade, a afirmar repetidamente em sua narrativa da história grega que enquanto os eventos sobre o qual ele escrevia estavam acontecendo, seus companheiros cimeus tinham ficado sentados, por séculos a fio, em paz.
Politicamente, Cime teria começado como uma democracia entre os colonos, seguindo a tradição de outras colônias bem-sucedidas na região, embora Aristóteles tenha concluído que por volta dos sécuos VI e VII a.C. as grandes democracias do mundo grego (incluindo Cime) tinham sido transformadas de democracias para oligarquias, seguindo a tendência natural que, segundo ele, transformaria democracias em tiranias.
Cime era um povoado importante muito antes dos eventos importantes das Guerras Greco-Persas. Existem evidências que indicam que Cime teria sido fundada não como uma democracia mas sim como uma monarquia, governada pelo rei Agamenon de Cime, que supostamente teria casado sua filha com o rei Midas I da Lídia.

## Século V a.C.
Por volta do século V a.C., Cime era uma das doze colônias jônias fundadas na Eólida. Heródoto (4.138) menciona que um dos célebres votantes que decidiram apoiar ou não o ateniense Miltíades em seu plano de libertar a costa jônica do domínio persa teria sido Aristágoras de Cime. Aristágoras fez campanha ao lado do milésio Histieu, com os tiranos Estrátis de Quios, Eaces de Samos e Laodâmas da Fócia, opondo-se à iniciativa, afirmando que cada tirano ao longo daquele trecho do litoral devia seu cargo ao xá Dario I, e que libertar suas próprias cidades encorajaria a democracia a tomar o lugar da tirania. Cime eventualmente passou para o controle do Império Aquemênida, após o colapso do Reino da Lídia, atacado por Ciro, o Grande. Heródoto é a principal fonte para este período da história grega, e dedicou muita atenção aos eventos ocorridos na Jônia e Eólia.
Quando Páctias, o general lídio, refugiou-se dos persas em Cime, os cidadãos se viram numa posição difícil. Como registra Heródoto, consultou-se o deus Apolo (o que evidencia que os cimeus teriam origem jônica, e não oriental/anatólia), que afirmou através de um oráculo, após alguma confusão, que ele deveria ser entregue aos persas. No entanto, um cidadão de Cime questionou a palavra de Apolo, e retornou ao oráculo para confirmar se de fato o deus queria que os cimeus entregassem Páctias. Sem desejar carregar o peso da traição a Páctias, e sem desejar sofrer as consequências trágicas de um cerco persa (o que confirma que Cime era uma cidade fortificada, capaz de defender a si própria), os cidadãos de Cime evitaram ter que negociar com os persas enviando Páctias a Mitilene, na ilha de Lesbos.
Após a derrota naval persa em Salamina, Xerxes I ancorou em Cime o resto de sua frota durante o inverno. Até 480 a.C. Cime havia sido a principal base naval da frota real persa. Relatos posteriores do envolvimento de Cime com a Revolta Jônica, que desencadeou as Guerras Persas, confirmam sua lealdade à causa greco-jônica. Durante este período, segundo Heródoto, Dario, o Grande pôde, graças ao tamanho do exército persa, lançar um ataque devastador, em três frentes, sobre as cidades jônicas. O terceiro exército, enviado rumo ao norte para conquistar Sárdis, estava sob o comando de seu afilhado, Otanes, que rapidamente capturou Cime e Clazômenas durante o processo. Relatos posteriores, no entanto, revelam como Sandoces, suposto governador jônico de Cime e um grego, segundo Heródoto, teria ajudado a confiscar (e, segundo algumas versões, comandá-los em combate) uma frota de quinze navios para serem utilizados na grande expedição de Xerxes contra a Grécia continental, em 480 a.C. Cime também teria sido o porto no qual os sobreviventes da Batalha de Salamina passaram o inverno, o que indica sua posição de potência marítima da época, e de uma possessão preciosa para o Império Aquemênida.
Quando Aristágoras de Mileto instou os jônios a se rebelarem contra Dario, Cime juntou-se à insurreição. As revoltas em Cime, no entanto, foram debeladas após a reconquista da cidade pelos persas. Tucídides não faz qualquer menção significativa ao local, limitando-se a citá-la.

## Período romano e bizantino
O historiador Políbio registra que Cime teria se tornado isenta de taxação por potências estrangeiras após a derrota de Antíoco III, sendo posteriormente incorporada à província romana da Ásia. Durante o reinado do imperador romano Tibério a cidade sofreu um grande terremoto, catástrofe muito comum na região do Egeu. Outras fontes romanas, como Plínio, o Velho, mencionam Cime como uma das cidades da Eólia, corroborando as afirmações anteriores de Heródoto.

"Eis o que eu tinha a dizer sobre as cidades dos Iônios. As dos Eólios são: Cimo, também chamada Fricónis, Larissa, Neontico, Temnos, Cila, Nócio, Egirusa, Pitaneia, Egeia, Mirina e Grínia. Aí estão as onze antigas cidades dos Eólios. Eram doze as cidades, espalhadas no continente, mas os Iônios lhes arrebataram Esmirna. O país dos Eólios é mais fértil do que o dos Iônios, entretanto de clima bem diferente."

A investigação arqueológica indica a cunhagem de moedas durante o período imperial romano, de Nero a Galiano. O deus-rio Hermo, um cavalo com suas patas dianteiras levantadas, e atletas vitoriosos são símbolos comumente encontrados nas moedas cunhadas durante este período em Cime.
Posteriormente, sob a liderança do Império Romano do Oriente, Cime se tornou a sede de um bispado.

## Arqueologia
Arqueólogos começaram a se interessar pelo sítio em meados do século XIX, quando o D. Baltazzi, um rico proprietário de terras, e, posteriormente, S. Reinach, começaram as escavações na necrópole situada ao sul. Em 1925 A. Salaç, trabalhando a partir da Missão Boêmia, encontrou diversos achados de grande interesse, como um pequeno templo de Ísis, um pórtico romano, e o que se acredita ser uma 'casa de um oleiro'. Encorajado por estas descobertas, o arqueólogo turco E. Akurgal começou seu próprio projeto no local, em 1955, que descobriu cerâmicas de características orientais no monte ao sul da cidade. Entre 1979 e 1984 o Museu de Esmirna realizou escavações semelhantes em diversos locais do sítio arqueológico, descobrindo novas inscrições e estruturas neste monte.
Estudos geofísicos recenetes em Cime deram aos arqueólogos um conhecimento ainda maior do sítio sem afetá-lo de maneira tão intrusiva. Estudos geomagnéticos do terreno revelaram outras estruturas sob o solo, ainda não alcançadas pelas escavações.